# George Passmore
George William Passmore (24. august 1889 i St. Louis - 22. september 1952) var en amerikansk lacrosse-spiller som deltog OL 1904 i St. Louis.
Passmore vandt en sølvmedalje i lacrosse under OL 1904 i St. Louis. Han var med på det amerikanske lacrossehold St. Louis Amateur Athletic Association som kom på en andenplads i konkurrencen i lacrosse.
Hans bror William Passmore var også med på holdet.